# Прері-Вілледж (Канзас)
Прері-Вілледж (англ. Prairie Village) — місто (англ. city) в США, в окрузі Джонсон штату Канзас. Населення — 22 957 осіб (2020).

## Географія
Прері-Вілледж розташоване за координатами 38°59′13″ пн. ш. 94°38′11″ зх. д. / 38.98694° пн. ш. 94.63639° зх. д. (38.986979, -94.636378). За даними Бюро перепису населення США в 2010 році місто мало площу 16,10 км², з яких 16,07 км² — суходіл та 0,03 км² — водойми.

### Клімат
| Клімат : Прері-Вілледж  | Клімат : Прері-Вілледж | Клімат : Прері-Вілледж | Клімат : Прері-Вілледж | Клімат : Прері-Вілледж | Клімат : Прері-Вілледж | Клімат : Прері-Вілледж | Клімат : Прері-Вілледж | Клімат : Прері-Вілледж | Клімат : Прері-Вілледж | Клімат : Прері-Вілледж | Клімат : Прері-Вілледж | Клімат : Прері-Вілледж | Клімат : Прері-Вілледж |
| Показник                | Січ.                   | Лют.                   | Бер.                   | Квіт.                  | Трав.                  | Черв.                  | Лип.                   | Серп.                  | Вер.                   | Жовт.                  | Лист.                  | Груд.                  | Рік                    |
| Абсолютний максимум, °C | 23,3                   | 27,2                   | 29,4                   | 32,8                   | 35,0                   | 40,6                   | 45,6                   | 41,7                   | 41,1                   | 36,7                   | 28,9                   | 24,4                   | 45,6                   |
| Середній максимум, °C   | 3,9                    | 6,7                    | 12,8                   | 18,3                   | 23,3                   | 28,3                   | 31,1                   | 30,6                   | 26,1                   | 20,0                   | 12,2                   | 5,0                    | 18,2                   |
| Середня температура, °C | −1,1                   | 1,1                    | 6,7                    | 12,8                   | 18,3                   | 23,3                   | 26,1                   | 25,0                   | 20,6                   | 14,4                   | 6,7                    | 0,0                    | 12,9                   |
| Середній мінімум, °C    | −6,7                   | −4,4                   | 0,6                    | 6,7                    | 12,8                   | 17,8                   | 20,6                   | 19,4                   | 14,4                   | 8,3                    | 1,1                    | −5                     | 7,2                    |
| Абсолютний мінімум, °C  | −27,8                  | −24,4                  | −22,2                  | −10,6                  | −1,1                   | 6,1                    | 8,9                    | 7,8                    | −1,1                   | −7,8                   | −17,2                  | −30                    | −30                    |
| ----------------------- | ---------------------- | ---------------------- | ---------------------- | ---------------------- | ---------------------- | ---------------------- | ---------------------- | ---------------------- | ---------------------- | ---------------------- | ---------------------- | ---------------------- | ---------------------- |
| Джерело:                |                        |                        |                        |                        |                        |                        |                        |                        |                        |                        |                        |                        |                        |

## Демографія
Згідно з переписом 2010 року, у місті мешкало 21 447 осіб у 9771 домогосподарстві у складі 5816 родин. Густота населення становила 1332 особи/км². Було 10227 помешкань (635/км²).
Расовий склад населення:
| - 95,3 % — білих - 1,4 % — азіатів - 1,0 % — чорних або афроамериканців - 0,2 % — корінних американців |

До двох чи більше рас належало 1,6 %. Частка іспаномовних становила 3,4 % від усіх жителів.
За віковим діапазоном населення розподілялося таким чином: 21,0 % — особи молодші 18 років, 61,1 % — особи у віці 18—64 років, 17,9 % — особи у віці 65 років та старші. Медіана віку мешканця становила 41,4 року. На 100 осіб жіночої статі у місті припадало 86,9 чоловіків; на 100 жінок у віці від 18 років та старших — 83,2 чоловіків також старших 18 років.
Середній дохід на одне домашнє господарство становив 104 903 долари США (медіана — 80 584), а середній дохід на одну сім'ю — 130 091 долар (медіана — 104 278). Медіана доходів становила 71 628 доларів для чоловіків та 51 779 доларів для жінок. За межею бідності перебувало 3,9 % осіб, у тому числі 4,8 % дітей у віці до 18 років та 3,3 % осіб у віці 65 років та старших.
Цивільне працевлаштоване населення становило 11 694 особи. Основні галузі зайнятості: освіта, охорона здоров'я та соціальна допомога — 26,4 %, науковці, спеціалісти, менеджери — 19,9 %, фінанси, страхування та нерухомість — 12,9 %, роздрібна торгівля — 9,3 %.

## Уродженці
- Джойс ДіДонато (* 1968) — американська оперна співачка.

## Міста-побратими
- Долина, Україна